# Clementina Walkinshaw
Clementina Maria Sophia Walkinshaw, född 1720, död 1802 i Schweiz, var mätress till den brittiska titulärkungen Karl Edvard Stuart.

## Biografi
Clementina Walkinshaw var medlem av en familj från Lanarkshire med jacobitiska sympatier; dotter till den förmögne köpmannen John Walkinshaw of Barrowhill (1671–1731), som deltagit i det jakobitiska upproret 1715. Hon uppfostrades i Frankrike och konverterade till katolicismen. Hon mötte Karl Stuart för första gången vid hans vistelse i Skottland under upproret 1745. Han mötte henne hos hennes farbror sir Hugh Paterson, och vårdade henne en gång under hennes sjukdom.  

### Mätress
Då hon 1752 befann sig i ekonomiska svårigheter i Dunkerque gav Stuart order om att hon skulle föras till honom, och hon levde med Stuart i främst Liège i Österrikiska Nederländerna. Stuart blev snart alkoholiserad och misshandlade henne så svårt att hon fruktade för sitt liv. 
År 1760 bad hon Stuarts far Jakob Edvard Stuart om hjälp att rymma med löftet att hon då skulle gå i kloster, och hon fick då hjälp att fly till ett kloster i Paris med sin dotter, Charlotte Stuart, där hon levde på ett underhåll från Jacob Stuart. Hon antog namnet grevinnan av Alberstrof.

### Senare liv
Karl Stuart förlät henne aldrig för att hon lämnade honom och tog med sig deras dotter. Då Jacob Stuart avled 1766 ansökte hon om ett underhåll från Karl Stuarts bror. Hn gav henne ett lägre underhåll på villkor att hon avlade en försäkran om att hon aldrig varit gift med Stuart, vilket hon gjorde. 
År 1772 reste hon med sin dotter till Rom för att ställa krav på Karl Stuart, men utan framgång; för att ta ansvar för dotterns försörjning krävde han en separation mellan Clementina och Charlotte, vilket de vägrade gå med på. 
År 1784 reste dottern för att bo hos sin far, och lämnade barnen i sitt förhållande med Ferdinand Maximilien Mériadec de Rohan, ärkebiskop av Bordeaux och Cambrai, i Clementinas vård. Vid dotterns död 1789 flyttade Clementina till Schweiz, där hon uppfostrade sina barnbarn.
Det har spekulerats om huruvida Clementina Walkinshaw och Karl Edvard Stuart var gifta; att hon svor 1767 på att ingen vigsel hade förekommit för att få ett underhåll av Karls bror, och Karls vägran att ta emot dottern har tagits som tecken på att de aldrig var gifta. Det finns inte heller några dokument som bevisar en vigsel.